# Dynastar (entreprise)
 (décembre 2021).
Pour les articles homonymes, voir Dynastar.

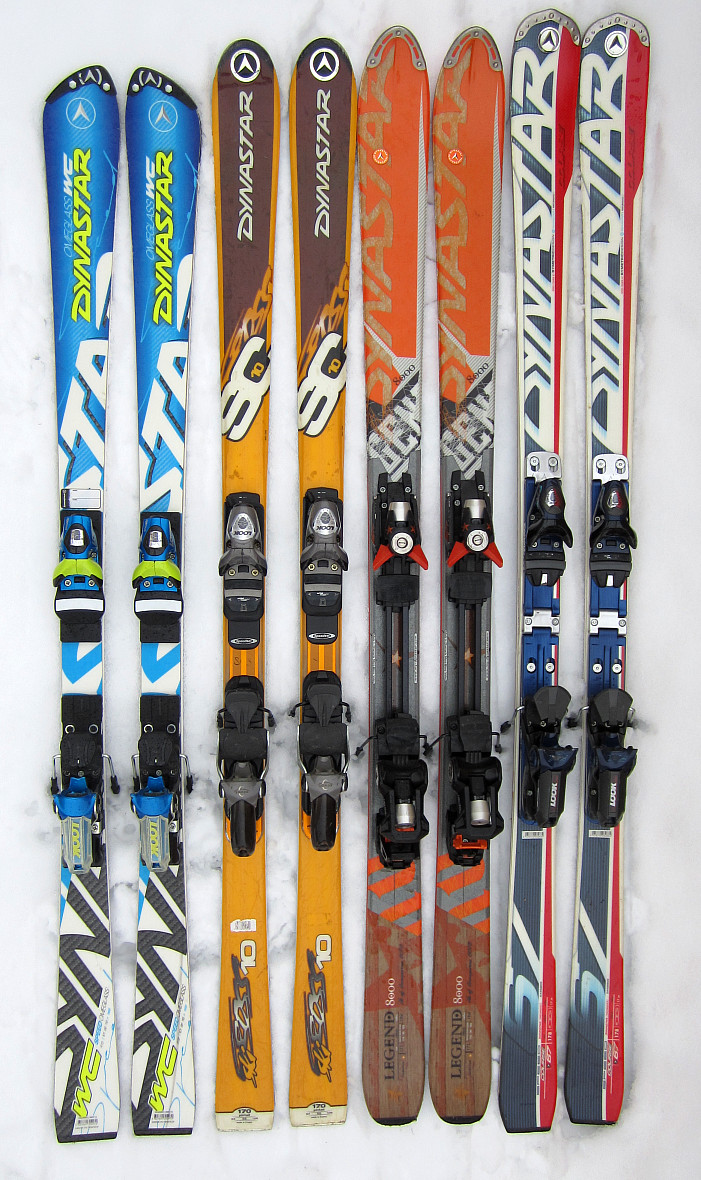
Des skis Dynastar.

Dynastar est une marque de produits de sports d'hiver, installée à Sallanches, depuis 1963.
Cette marque est née de la collaboration entre les skis Starflex et l'entreprise Dynamic, dont le but de la fusion était de fabriquer de nouveaux skis plus performants : les compound. Maintenant, la production est étendue à toute une gamme de skis : skis de course, skis de piste, skis all mountain, skis free ride, skis de randonnée et skis freestyle. 
Depuis 1967, la marque fait partie du Groupe Rossignol avec les enseignes Rossignol (matériel de ski), Lange (chaussures de ski), Look (fixations de ski), Kerma (bâtons de ski et protections), parmi d'autres. Après avoir fait partie du groupe Quiksilver (2005-2008) puis acheté par Macquarie et Jarden (2008-2013), le Groupe Rossignol appartient depuis 2013 au groupe suédois Altor Equity Partners (en).

## Histoire de la marque

### Débuts
En 1963, la marque à la moustache naît à Sallanches de la fusion entre les marques Starflex et Dynamic dans l’objectif de confectionner des skis plus performants que ceux du marché, les Compound. 
Aux Championnats du Monde de Portillo en 1966, Marielle Goitschel et Guy Perillat rapportent à la marque ses premières lettres de noblesse avec, respectivement, quatre (trois en or, une en argent) et deux médailles (une en or, une en argent). Dynastar devient à l’époque le fabricant le plus titré du circuit mondial. 

### Rachat par Rossignol
Le 31 mai 1967, le PDG de la marque Rossignol de l’époque, Laurent Boix-Vives, rachète les actifs de Plastiques Synthétiques auprès de Ressorts du Nord. La marque appartient depuis ce jour au  Groupe Rossignol. Les bureaux de la marque se trouvent à Saint-Jean de Moirans avec les marques du groupe mais l’usine, elle, se trouve toujours à Sallanches. 
Dans les années 1980, les ventes de la marque ont progressé de 10 à 15 % par an. En 1987 et 1988 notamment, Dynastar a vendu 530 000 paires de skis pour un chiffre d’affaires de 270 millions de francs (environ 41 millions €). Ce sont les années d’or de la marque, appuyée par la collaboration avec Lange. 
En 1984, le ski Course doré se dote d'une boule rouge inédite : le système Contact. Aux Jeux olympiques de Sarajevo, l’Italienne Paoleta Magoni (slalom) et l’Américaine Debbie Armstrong (géant) rapportent avec cette paire deux médailles d’or à la marque. Le Français Didier Bouvet rapporte lui le bronze dans l’épreuve du slalom.
Aux Jeux olympiques d'Albertville en 1992 et de Lillehammer en 1994, Dynastar est le fabricant à avoir remporté le plus de médailles avec celles, notamment, de Marc Girardelli, Kjetil André Aamodt et Deborah Compagnoni.
Dynastar prend, en 1996, le virage de la révolution du ski parabolique en lançant son modèle Max ski, développé en quelques mois. 
Deux ans plus tard, en 1998, le fabricant français est le premier à sortir une gamme de skis free ride : les 4X4, pour ses athlètes Jeremy Nobis (en) et Arno Adam.

### Années 2000
À partir de 2001, la marque a commencé à développer plus de modèles féminins avec, notamment, la gamme Exclusive. 
En 2005, le Groupe Rossignol se fait racheter par la marque australienne Quiksilver. Les parts seront ensuite rachetées par Macquarie et Jarden (2008-2013), puis, en 2013 par le groupe suédois Altor Equity Partners qui possède 80 % du capital.
Aurélien Ducroz, icône de la marque, remporte les Championnats du Monde de free ride en 2009 et 2011. Il s’intéresse également à la navigation et participe à plusieurs compétitions comme la Transat 6.50 et la Transat Jacques Vabre. 
Deux événements ont marqué la marque lors des Jeux olympiques de Sotchi en 2014 : la victoire de la Suissesse Dominique Gisin en descente devant Tina Maze et, en boarder cross, le triplé français composé de Jean-Frédéric Chapuis, Arnaud Bovolenta et Jonathan Midol.
En 2023 l'entreprise emploie 75 salariés et produit 160 000 paires de ski pour sa marque ainsi que pour le groupe Rossignol.